# Релациони модел
Релациони модел за управљање базама података је једна врста модела података, који се базира на предикатском рачуну и теорији скупова.
Данас је то најраспрострањенији модел за моделирање реалних проблема и динамично управљање подацима. Едгар Франк Код је 1970. године поставио основе за овај модел, радећи за лабораторије IBM-а у Сан Хозеу у Калифорнији. Убрзо релациони модел података постаје парадигма стандард за моделирање база података. 
Основна идеја је коришћење „релација“. Те релације су у ствари скупови података у логичкој форми. Свака релација се поставља као једна „табела“, која се састоји од „регистара“ (редова једног ступца), који представљају поља (ступце једне табеле).